# Ebastina
La ebastina es un antihistamínico H1, de segunda generación.

## Introducción
La ebastina es un antagonista H1 de segunda generación que está indicado para la rinitis alérgica y la urticaria idiopática crónica. Está disponible en tabletas de 10 y 20 mg, en su nueva formulación de tabletas de disolución rápida de 10 y 20 mg y en jarabe pediátrico. Con una dosis flexible recomendable de 10 o 20 mg dependiendo de la gravedad de la afección.
La ebastina está disponible en diferentes presentaciones (tabletas, tabletas de disolución rápida y jarabe) y se comercializa en todo el mundo bajo diferentes nombres, Ebastel, Ebastel FLAS, Kestine, KestineLYO, Evastel Z, Alerno, etc.

## Perfil Farmacocinético
Estructura química y molecular
Ebastina:
•	Segunda generación H1, bloqueador de los receptores
•	C32 H39 NO2 
•	4-difenilmetoxi-1-(3-[4-terbutilbenzoil]-propil) piperidina
•	Peso molecular 469,62
El metabolito activo de la ebastina es la carebastina con una tasa de conversión del 100% 
La ebastina tiene una estructura química única que se diferencia de otros antihistamínicos de segunda generación. Después de administrarse de forma oral, a través del citocromo P450 3A4 experimenta un primer paso metabólico en su metabolito activo del ácido carboxílico, la carebastina. Con una tasa de conversión del 100%.
No es necesario ajustar la dosis en ancianos ni en caso de pacientes con insuficiencia renal ni en pacientes con insuficiencica hepática de leve a moderada.

Carebastina

## Eficacia
Los resultados obtenidos en más de 8.000 pacientes de más de 40 estudios clínicos sugiere la eficacia de la ebastina en el tratamiento intermitente de rinitis alérgica, rinitis alérgica persistente y en otras indicaciones.

## Seguridad
La ebastina ha mostrado un perfil de tolerabilidad y seguridad total. Los efectos adversos más frecuentes fueron comparables a los que presentaron los pacientes de los grupos placebos durante la fase del desarrollo clínico, lo que confirma que ebastina tiene un muy buen perfil de seguridad.
Ebastina 10 y 20 mg se puede administrar a adultos y a niños mayores de 12 años ya que ya consta el jarabe pediátrico.
Ebastina debe usarse durante el embarazo solo si es necesario.
Interacciones:
Toda la información está incluida en la referencias bibliográficas, especialmente la 5 y la 10.

## Comprimidos de disolución rápida
Los comprimidos liofilizados se disuelven con rapidez en la boca y los pacientes tienen la percepción de una más rápida acción anthistamínica comparada con la de las convencionales. Han demostrado una bioequivalencia farmacocinética con las formulaciones convencionales y un perfil farmacodinámico superior al de otros anthistamínicos habituales. Los pacientes valoran la nueva formulación por su comodidad y la percepción de mayor rapidez de acción.[cita requerida]
Los comprimidos de ebastina disolución rápida contienen aspartamo. Los pacientes que padezcan fenilcetonuria deben tenerlo en cuenta.